# アメイロケアリ
アメイロケアリ(Lasius umbratus)とは、ハチ目・アリ科・ケアリ属に属する昆虫である。
アメイロアリと和名が似ているが、別属であり全くの別種。

## 形態

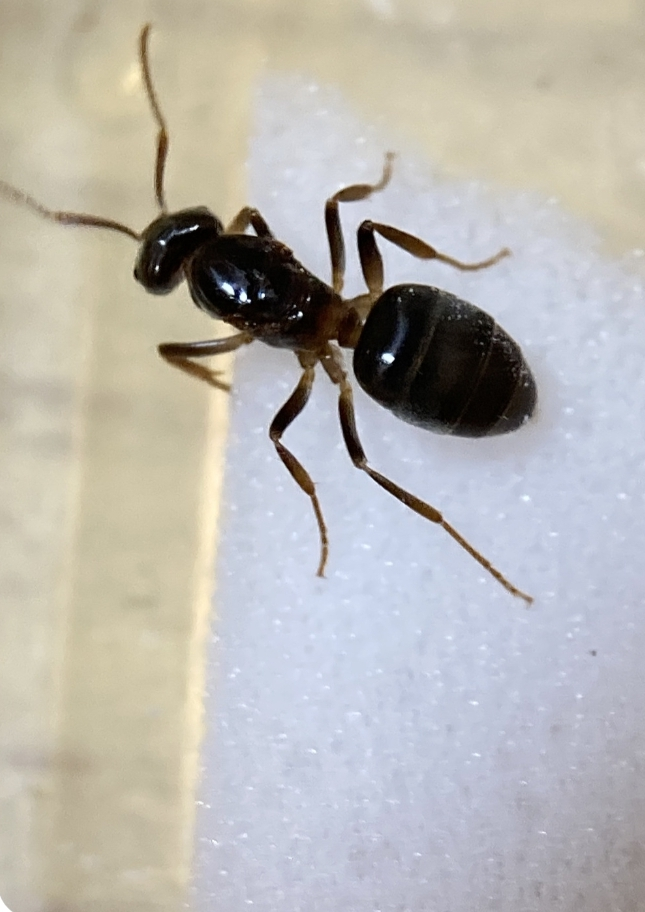
女王アリ

働きアリの体長：4-4.5mm　　女王アリの体長：7-8mm
- 働きアリは黄色をしており、形態は他のケアリ属と変わらない。

一方女王の体色は黒く、一時的社会寄生を行うためにクロクサアリのようにツヤがあり、凹凸のない体型をしている。

## 生態
女王アリはトビイロケアリ、ハヤシケアリに一時的社会寄生をすることがわかっている。
7～8月に結婚飛行を終えた新女王はトビイロケアリなどの巣に侵入し、働きアリを１匹殺し匂いをつける。
そのまま殺した働きアリを銜えて、巣の奥に進んでいき相手の女王を殺してしまう。
自然界ではこの時点でほとんどの新女王が寄生に失敗し、殺される。
同じ一時的社会寄生をする種類としてトゲアリ・ヒラアシクサアリなどがいるが、寄生方法はやや異なる。
また、本種はクロクサアリに一時的社会寄生されることが知られる。
平地でも見られるが働きアリはあまり地表に出ないため、見かけることは少ない。
近縁種にヒゲナガアメイロケアリがいる。女王アリの見分け方は触覚柄節が偏平状で、多数の立毛をもち、アメイロケアリより漆黒に近い黒色。

## 飼育方法
まず、ケアリの働きアリに寄生させる。アクリルパイプやチューブなどを50〜100mmにカットし、片側に湿らせた脱脂綿を入れ、ケアリの働きアリと本種の女王アリを入れて強制的に合わせる。うまく行けば働きアリを女王アリがくわえる仕草を取る。しばらくしてからもう一匹いれ、働きアリが攻撃しなければさらに一匹ずつ働きアリを何匹か入れていきく。無事に馴染んだら、チューブから飼育ケースに入れる。飼育ケースは加湿した石膏のケースが最適。飼育ケースには、あらかじめケアリの働きアリの繭を入れておく。幼虫が生まれるまでは蜜エサを与える。幼虫が生まれれば、昆虫などの肉エサも与える。

## 分布
北海道，本州，四国，九州；ヨーロッパ，東アジア，北アメリカ